# Brouderdorff
Brouderdorff là một xã trong vùng Grand Est, thuộc tỉnh Moselle, quận Sarrebourg, tổng Sarrebourg. Tọa độ địa lý của xã là 48° 41' vĩ độ bắc, 07° 06' kinh độ đông. Brouderdorff nằm trên độ cao trung bình là 300 mét trên mực nước biển, có điểm thấp nhất là 266 mét và điểm cao nhất là 355 mét. Xã có diện tích 4,78 km², dân số vào thời điểm 1999 là 881 người; mật độ dân số là 153 người/km². Xã thuộc Pháp từ năm 1661.

## Thông tin nhân khẩu
| 1962 | 1968 | 1975 | 1982 | 1990 | 1999 |
| ---- | ---- | ---- | ---- | ---- | ---- |
| 511  | 527  | 608  | 689  | 720  | 733  |